# 赤松林太郎
赤松 林太郎（あかまつ りんたろう、1978年 -  ）は、日本のピアニスト。ピアノ指導者。大分県出身。

## 経歴

### 師事
ピアノを熊谷玲子、杉谷昭子、ミハイル・ヴォスクレセンスキー、フランス・クリダ、ジャン・ミコー、ジョルジュ・ナードル、ゾルターン・コチシュ、室内楽をニーナ・パタルチェツ、クリスチャン・イヴァルディ、音楽学を岡田暁生にそれぞれ師事した。神戸大学卒業、エコールノルマル音楽院修了。

### 受賞選
- 1990年 - 第44回全日本学生音楽コンクール・ピアノ部門全国大会第1位および野村賞（日本／東京）
- 1993年 - 第37回全東北ピアノコンクール第1位（日本／仙台）[1]
- 1996年 - 第1回浜松国際ピアノアカデミーコンクールファイナリスト（日本／浜松）[2]
- 2000年6月 - 第3回クララ・シューマン国際ピアノコンクール第3位（ドイツ／デュッセルドルフ）
- 2000年7月 - 第1回プッチェルダ市国際ピアノコンクールコンチェルト・ディプロマ賞および聴衆特別賞（スペイン／プッチェルダ）
- 2001年10月 - 第12回ローマ青少年国際ピアノコンクール・C部門（ピアノ一台四手）ファイナリスト・ディプロマ賞（イタリア／ローマ）[3]
- 2002年4月 - 第15回ジャン・フランセ国際ピアノコンクールファイナリスト（フランス／ヴァンヴ）[4]
- 2003年1月 - 第48回マドレーヌ・ド・ヴァルマレット・ピアノコンクール優勝および審査員の称賛付名誉賞（フランス／パリ）
- 2003年3月 - 第34回クロード・カーン・ピアノコンクール銀メダル（フランス／パリ）
- 2003年4月 - 第22回ヌエバ・アクロポリス国際ピアノコンクール第1位（スペイン／マドリッド）[5]
- 2003年5月 - 第6回マウロ・パオロ・モノポリ国際ピアノコンクール第4位（イタリア／バルレッタ）
- 2003年5月 - 第5回イル・ド・フランス・ピアノコンクール第1位（フランス／メゾン・ラフィット）
- 2003年7月 - 第17回国際ピアノ大賞ピアノ一台四手部門最上級審査員満場一致第2位（フランス／パリ）[6]
- 2003年9月 - 第27回スルモナ市国際ピアノコンクールファイナリスト・ディプロマ賞（イタリア／スルモナ）
- 2004年3月 - 第1回エーデル・ラトス・ピアノコンクール第1位（フランス／シャトゥー）
- 2004年9月 - 第4回サンニカンドロ・ガルカニーコ国際ピアノコンクール第2位（イタリア／マリーナ・ディ・レジーナ）
- 2005年5月 - 第12回アネモス国際音楽コンクールピアノ部門最上級第1位（イタリア／ローマ）
- 2007年1月 - 第15回ヴュレーヌ・ピアノコンクール・ピアノ部門最上級第2位（フランス／ヴュレーヌ・シュル・セーヌ）
- 2007年5月 - 第2回モーツァルト国際ピアノコンクール・ピアノ部門最上級第2位（イタリア／フラスカーティ）[7]
- 2010年 - 一般社団法人全日本ピアノ指導者協会主催ピティナピアノコンペティション新人指導者賞（日本／東京）

### 審査員歴
- 2018年 - ハベア/シャビア (スペイン) International Piano Competition Vila de Xàbia[8]
- 2018年 - ヴァーチ (ハンガリー) "Danubia Talents" [9]
- 2018年 - ローマ (イタリア) "Danubia Talents - Liszt"[10]

## 出版

### 著書
- 赤松林太郎 虹のように ISBN 978-4810533002

### ディスコグラフィー選
- 赤松林太郎 10代のメモリアルライヴ[11]
- Preisträger und Finalist des 3. Internationalen Concours Clara Schumann für Klavier 2000 in Düsseldorf 第3回クララ・シューマン国際ピアノコンクール・ファイナル
- Rintaro AKAMATSU- YAMAHA Piano Concert in Cosmos Hall 2004 (OLP-L02)
- そして鐘は鳴る (And The Bell Tolls / Rintaro Akamatsu)
- ピアソラの天使 ~ ピアソラ・オン・ピアノ (Angel del Piazzolla / Rintaro Akamatsu, Piano)
- インヴェンションへのオマージュ (Hommage a Invention / Rintaro Akamatsu (piano)
- ふたりのドメニコ (Due Domenici ~ Scarlatti & Cimarosa / Rintaro Akamatsu, Piano)
- Rintaro AKAMATSU- My dear Hungary!!2010